# Matthias Diependaele
Pour les articles homonymes, voir Diependaele.
Matthias Diependaele, né le 7 août 1979 à Saint-Nicolas (Belgique), est un homme politique belge flamand, membre du parti Nieuw-Vlaamse Alliantie. Depuis 2024, il est ministre-président du gouvernement flamand.

## Biographie
Il est le petit-fils de Renaat Diependaele, ancien sénateur Volksunie, actif dans le mouvement flamand entre autres via le Vlaamse Volksbeweging et qui a transmis cet intérêt à sa descendance.

En 2006, il est licencié en droit de la Katholieke Universiteit Leuven. Par la suite, il est employé comme conseiller politique par la députée N-VA Frieda Brepoels au Parlement européen. 

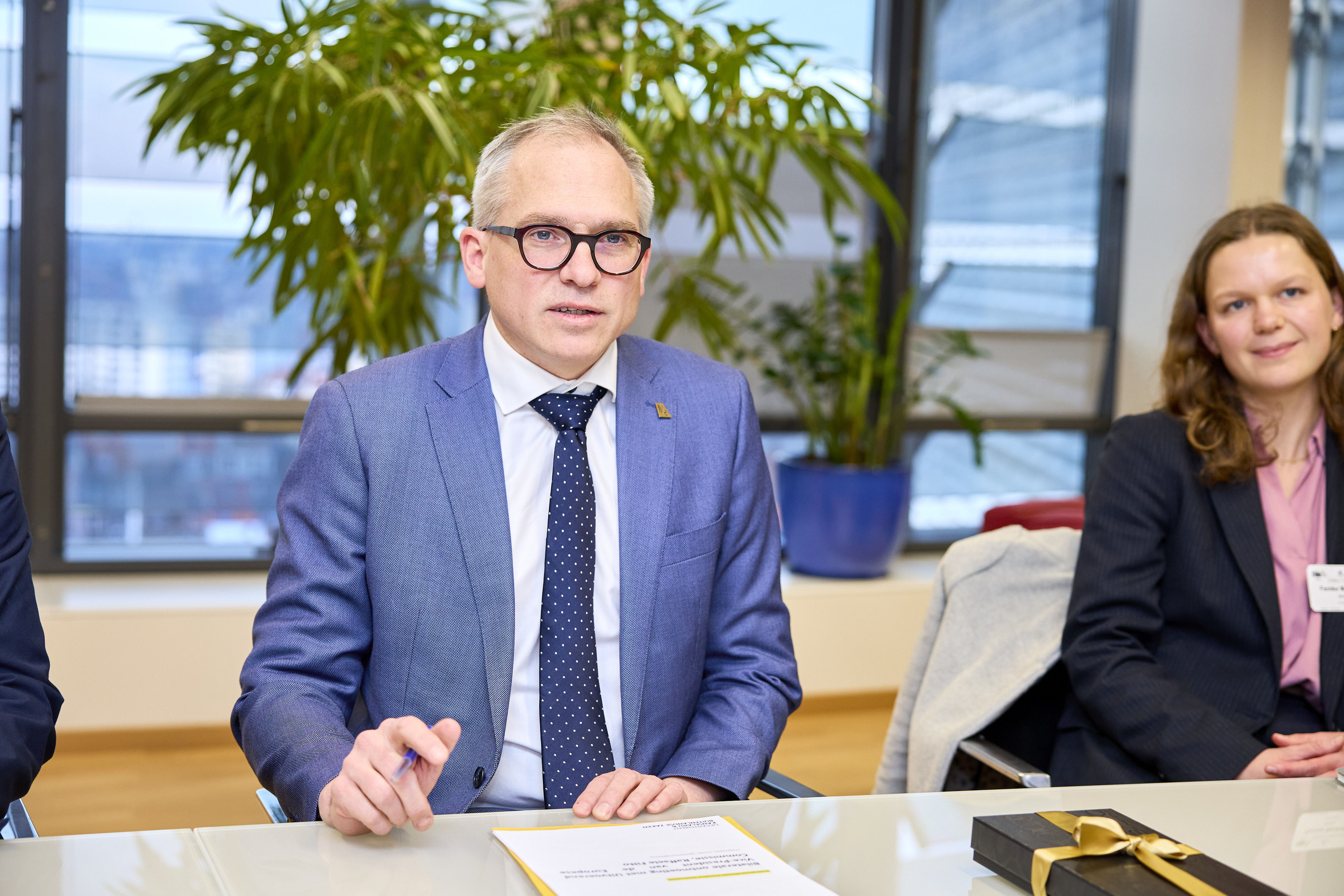
Matthias Diependaele en 2025 en tant que Ministre-président du gouvernement flamand.

Il se présente aux élections régionales flamandes de 2009 où il est élu. En 2013 il est choisi comme chef de groupe NV-A en remplacement de Kris Van Dijk.
Aux élections communales et provinciales belges de 2012, il tire la liste N-VA-ZAP à Zottegem. Elle gagne le scrutin de justesse (0,6 % en plus que le CD&V), mais est tenue à l'écart lors de la formation de la coalition dirigeante.  Avec 2 019 voix de préférence, Diependaele fait le troisième plus gros score de la ville derrière Jenne De Potter (2.765, CD&V) et Kurt De Loor (2.570, sp.a). Finalement aux élections locales de 2018, la N-VA et le CD&V trouvent un accord pour diriger la ville ensemble. Il devient échevin en 2019 et devrait remplacer l'actuelle bourgmestre en 2022.
Parallèlement à sa carrière au niveau communal, il conserve son poste de député flamand (et chef de groupe) jusqu'en 2019.
Le 2 octobre 2019, il est choisi comme ministre régional flamand des Finances, du Budget et du Logement dans le gouvernement Jambon.  
Le 19 juin 2024, il est nommé formateur dans le cadre de la formation d'un nouveau gouvernement flamand à la suite des élections régionales de juin 2024. Depuis le 30 septembre 2024, il est ministre-président du gouvernement flamand. 

## Mandats politiques
- 07/06/2009 - 04/10/2019 : député au Parlement flamand ;
- 2019 - 02/10/2019 : échevin à Zottegem ;
- 2 janvier 2013 : conseiller communal à Zottegem ;
- 2 octobre 2019 : ministre régional flamand des Finances, du Budget et du Logement.
- 30 septembre 2024 : ministre-président du gouvernement flamand.